# No. 9
No. 9 is het vierde album van de Nederlandse zangeres Wende Snijders.
Op het album is Snijders van stijl veranderd van chansons naar singer-songwriter. Speciaal hiervoor leerde zij gitaar spelen. Het is een geheel Engelstalig album dat zich toelegt op dance, pop, rock en blues. Het album is geschreven door Snijders samen met Jan van Eerd, de vibrafonist van Spinvis. Het album is tevens geproduceerd door Jan van Eerd en Reyn Ouwehand. Het nummer Roses In June is als single verschenen, alsmede in de vorm van een videoclip.
No.9 staat voor experimenteerdrift, vuur, eenzaamheid en verbinding zoeken. De titel is ontleend aan Revolution 9 op het "White album" The Beatles. Voor Snijders staan The Beatles voor ambacht en voor "muziek die beklijft met een ijzersterke melodie". De inspiratie voor dit album is tot stand gekomen door verschillende reizen naar o.a. Zuid-Afrika. Van Eerd en Sneijders spraken tijdens het maken elke week af in de woning van Van Eerd om die dag één liedje te maken, met de afspraak: het hoeft niet goed te zijn, maar het moet wel een liedje zijn. Pas nadat zij helemaal tevreden waren over de demo, hebben zij deze aan de platenmaatschappij laten horen, waarop ze goedkeuring hebben gekregen om het af te maken.

## Tracklist
1. Dream
2. Wonderful
3. Break My Heart
4. Roses In June
5. Exhale
6. NY Is Passing By
7. Sycamore Tree
8. The Moon Is Out
9. Hey
10. Sunday Morning
11. Yes, We Can
12. Beautiful Song
13. The Bakery (bonustrack op exclusieve versie)

## Muzikanten
- Bart Wolvekamp, piano
- Guus Bakker, bas
- Arthur Lijten, drum
- Jan van Eerd, Vibrafoon, sampling, percussie, backing vocals en string arrangementen.

## Hitnoteringen

### NederlandseAlbum Top 100
| Hitnotering: (Week 1 t/m 28) 31-10-2009 t/m 08-05-2010 Hitnotering: (Week 29) 22-05-2010 Hitnotering: (Week 30 t/m 31) 19-06-2010 t/m 26-06-2010 Hitnotering: (Week 32 t/m 33) 17-07-2010 t/m 24-07-2010 Hitnotering: (Week 34 t/m 52) 13-11-2010 t/m 19-03-2011 | Hitnotering: (Week 1 t/m 28) 31-10-2009 t/m 08-05-2010 Hitnotering: (Week 29) 22-05-2010 Hitnotering: (Week 30 t/m 31) 19-06-2010 t/m 26-06-2010 Hitnotering: (Week 32 t/m 33) 17-07-2010 t/m 24-07-2010 Hitnotering: (Week 34 t/m 52) 13-11-2010 t/m 19-03-2011 | Hitnotering: (Week 1 t/m 28) 31-10-2009 t/m 08-05-2010 Hitnotering: (Week 29) 22-05-2010 Hitnotering: (Week 30 t/m 31) 19-06-2010 t/m 26-06-2010 Hitnotering: (Week 32 t/m 33) 17-07-2010 t/m 24-07-2010 Hitnotering: (Week 34 t/m 52) 13-11-2010 t/m 19-03-2011 | Hitnotering: (Week 1 t/m 28) 31-10-2009 t/m 08-05-2010 Hitnotering: (Week 29) 22-05-2010 Hitnotering: (Week 30 t/m 31) 19-06-2010 t/m 26-06-2010 Hitnotering: (Week 32 t/m 33) 17-07-2010 t/m 24-07-2010 Hitnotering: (Week 34 t/m 52) 13-11-2010 t/m 19-03-2011 | Hitnotering: (Week 1 t/m 28) 31-10-2009 t/m 08-05-2010 Hitnotering: (Week 29) 22-05-2010 Hitnotering: (Week 30 t/m 31) 19-06-2010 t/m 26-06-2010 Hitnotering: (Week 32 t/m 33) 17-07-2010 t/m 24-07-2010 Hitnotering: (Week 34 t/m 52) 13-11-2010 t/m 19-03-2011 | Hitnotering: (Week 1 t/m 28) 31-10-2009 t/m 08-05-2010 Hitnotering: (Week 29) 22-05-2010 Hitnotering: (Week 30 t/m 31) 19-06-2010 t/m 26-06-2010 Hitnotering: (Week 32 t/m 33) 17-07-2010 t/m 24-07-2010 Hitnotering: (Week 34 t/m 52) 13-11-2010 t/m 19-03-2011 | Hitnotering: (Week 1 t/m 28) 31-10-2009 t/m 08-05-2010 Hitnotering: (Week 29) 22-05-2010 Hitnotering: (Week 30 t/m 31) 19-06-2010 t/m 26-06-2010 Hitnotering: (Week 32 t/m 33) 17-07-2010 t/m 24-07-2010 Hitnotering: (Week 34 t/m 52) 13-11-2010 t/m 19-03-2011 | Hitnotering: (Week 1 t/m 28) 31-10-2009 t/m 08-05-2010 Hitnotering: (Week 29) 22-05-2010 Hitnotering: (Week 30 t/m 31) 19-06-2010 t/m 26-06-2010 Hitnotering: (Week 32 t/m 33) 17-07-2010 t/m 24-07-2010 Hitnotering: (Week 34 t/m 52) 13-11-2010 t/m 19-03-2011 | Hitnotering: (Week 1 t/m 28) 31-10-2009 t/m 08-05-2010 Hitnotering: (Week 29) 22-05-2010 Hitnotering: (Week 30 t/m 31) 19-06-2010 t/m 26-06-2010 Hitnotering: (Week 32 t/m 33) 17-07-2010 t/m 24-07-2010 Hitnotering: (Week 34 t/m 52) 13-11-2010 t/m 19-03-2011 | Hitnotering: (Week 1 t/m 28) 31-10-2009 t/m 08-05-2010 Hitnotering: (Week 29) 22-05-2010 Hitnotering: (Week 30 t/m 31) 19-06-2010 t/m 26-06-2010 Hitnotering: (Week 32 t/m 33) 17-07-2010 t/m 24-07-2010 Hitnotering: (Week 34 t/m 52) 13-11-2010 t/m 19-03-2011 | Hitnotering: (Week 1 t/m 28) 31-10-2009 t/m 08-05-2010 Hitnotering: (Week 29) 22-05-2010 Hitnotering: (Week 30 t/m 31) 19-06-2010 t/m 26-06-2010 Hitnotering: (Week 32 t/m 33) 17-07-2010 t/m 24-07-2010 Hitnotering: (Week 34 t/m 52) 13-11-2010 t/m 19-03-2011 | Hitnotering: (Week 1 t/m 28) 31-10-2009 t/m 08-05-2010 Hitnotering: (Week 29) 22-05-2010 Hitnotering: (Week 30 t/m 31) 19-06-2010 t/m 26-06-2010 Hitnotering: (Week 32 t/m 33) 17-07-2010 t/m 24-07-2010 Hitnotering: (Week 34 t/m 52) 13-11-2010 t/m 19-03-2011 | Hitnotering: (Week 1 t/m 28) 31-10-2009 t/m 08-05-2010 Hitnotering: (Week 29) 22-05-2010 Hitnotering: (Week 30 t/m 31) 19-06-2010 t/m 26-06-2010 Hitnotering: (Week 32 t/m 33) 17-07-2010 t/m 24-07-2010 Hitnotering: (Week 34 t/m 52) 13-11-2010 t/m 19-03-2011 | Hitnotering: (Week 1 t/m 28) 31-10-2009 t/m 08-05-2010 Hitnotering: (Week 29) 22-05-2010 Hitnotering: (Week 30 t/m 31) 19-06-2010 t/m 26-06-2010 Hitnotering: (Week 32 t/m 33) 17-07-2010 t/m 24-07-2010 Hitnotering: (Week 34 t/m 52) 13-11-2010 t/m 19-03-2011 | Hitnotering: (Week 1 t/m 28) 31-10-2009 t/m 08-05-2010 Hitnotering: (Week 29) 22-05-2010 Hitnotering: (Week 30 t/m 31) 19-06-2010 t/m 26-06-2010 Hitnotering: (Week 32 t/m 33) 17-07-2010 t/m 24-07-2010 Hitnotering: (Week 34 t/m 52) 13-11-2010 t/m 19-03-2011 | Hitnotering: (Week 1 t/m 28) 31-10-2009 t/m 08-05-2010 Hitnotering: (Week 29) 22-05-2010 Hitnotering: (Week 30 t/m 31) 19-06-2010 t/m 26-06-2010 Hitnotering: (Week 32 t/m 33) 17-07-2010 t/m 24-07-2010 Hitnotering: (Week 34 t/m 52) 13-11-2010 t/m 19-03-2011 | Hitnotering: (Week 1 t/m 28) 31-10-2009 t/m 08-05-2010 Hitnotering: (Week 29) 22-05-2010 Hitnotering: (Week 30 t/m 31) 19-06-2010 t/m 26-06-2010 Hitnotering: (Week 32 t/m 33) 17-07-2010 t/m 24-07-2010 Hitnotering: (Week 34 t/m 52) 13-11-2010 t/m 19-03-2011 | Hitnotering: (Week 1 t/m 28) 31-10-2009 t/m 08-05-2010 Hitnotering: (Week 29) 22-05-2010 Hitnotering: (Week 30 t/m 31) 19-06-2010 t/m 26-06-2010 Hitnotering: (Week 32 t/m 33) 17-07-2010 t/m 24-07-2010 Hitnotering: (Week 34 t/m 52) 13-11-2010 t/m 19-03-2011 | Hitnotering: (Week 1 t/m 28) 31-10-2009 t/m 08-05-2010 Hitnotering: (Week 29) 22-05-2010 Hitnotering: (Week 30 t/m 31) 19-06-2010 t/m 26-06-2010 Hitnotering: (Week 32 t/m 33) 17-07-2010 t/m 24-07-2010 Hitnotering: (Week 34 t/m 52) 13-11-2010 t/m 19-03-2011 | Hitnotering: (Week 1 t/m 28) 31-10-2009 t/m 08-05-2010 Hitnotering: (Week 29) 22-05-2010 Hitnotering: (Week 30 t/m 31) 19-06-2010 t/m 26-06-2010 Hitnotering: (Week 32 t/m 33) 17-07-2010 t/m 24-07-2010 Hitnotering: (Week 34 t/m 52) 13-11-2010 t/m 19-03-2011 |
| Week: | 1 | 2 | 3 | 4 | 5 | 6 | 7 | 8 | 9 | 10 | 11 | 12 | 13 | 14 | 15 | 16 | 17 | 18 | 19 |
| --- | --- | --- | --- | --- | --- | --- | --- | --- | --- | --- | --- | --- | --- | --- | --- | --- | --- | --- | --- |
| Positie: | 5 | 5 | 7 | 12 | 20 | 25 | 38 | 45 | 53 | 53 | 47 | 26 | 33 | 49 | 58 | 86 | 84 | 81 | 76 |
| Week: | 20 | 21 | 22 | 23 | 24 | 25 | 26 | 27 | 28 | | 29 | | 30 | 31 | | 32 | 33 | | 34 |
| Positie: | 22 | 40 | 53 | 77 | 72 | 81 | 91 | 67 | 63 | uit | 79 | uit | 77 | 89 | uit | 49 | 97 | uit | 98 |
| Week: | 35 | 36 | 37 | 38 | 39 | 40 | 41 | 42 | 43 | 44 | 45 | 46 | 47 | 48 | 49 | 50 | 51 | 52 | |
| Positie: | 71 | 56 | 65 | 73 | 74 | 76 | 61 | 39 | 65 | 40 | 56 | 45 | 45 | 47 | 51 | 82 | 53 | 60 | uit |